# Jeanne Pomerleau
Jeanne Pomerleau (née en 1937 à Saint-Séverin) est une ethnohistorienne québécoise connue pour son intérêt pour l'histoire du Québec, en particulier les métiers exercés au Canada français, certains depuis l'époque de la Nouvelle-France, les traditions et les pratiques artisanales.

## Biographie
Durant son enfance en Beauce, les pratiques traditionnelles sont présentes au quotidien. À titre d'exemple, son père, agriculteur, pratique aussi le métier de forgeron. Il ferre les chevaux et pratique d'autres occupations tels que charron, menuisier, dynamiteur ou directeur de travaux de corvée.
Au milieu des années 1950, Jeanne Pomerleau quitte son village natal de Saint-Séverin pour suivre une formation de garde-malade à l’hôpital Saint-Joseph de Thetford-Mines. Elle travaille ensuite en milieu hospitalier. En 1963, elle épouse Jean-Claude Dupont. De leur union naît deux enfants, Luc et Marie. Elle vit quelque temps à Terre-Neuve et Labrador ainsi qu'au Nouveau-Brunswick. En 1966, elle entreprend à l’Université de Moncton, Nouveau-Brunswick, des études de baccalauréat ès arts, avec spécialité en littérature, en histoire et en sociologie qu’elle complète à l’Université Laval en 1971. En 1986, elle fait également à l’Université Laval des études en création littéraire.
Jeanne Pomerleau contribue aux publications de son mari ethnologue. Dans ses ouvrages, Jean-Claude Dupont souligne sa collaboration d'autrice. Le couple est notamment ami avec l'ethnohistorien Robert-Lionel Séguin. Après le décès de ce dernier, Jeanne Pomerleau et Jean-Claude Dupont font la dernière révision de deux de ses derniers manuscrits La danse traditionnelle au Québec et L'équipement aratoire et horticole du Québec ancien (XVIIe, XVIIIe et XIXe siècles).

### Recherches et publications
Les premiers ouvrages publiés par Jeanne Pomerleau sont Les Grandes corvées beauceronnes, un récit romanesque, inspiré de son enfance beauceronne, puis Le Montreur d’ours, un conte pour enfants.

#### Métiers artisanaux et métiers disparus
Avec le volume Métiers ambulants d’autrefois, elle amorce une recherche sur le monde du travail dans la société traditionnelle québécoise. L'ouvrage regroupe de courts portraits de 68 occupations attestées parfois depuis la Nouvelle-France: des «petits» métiers exercés hors d'un atelier, dans les rues des villes ou sur les routes des campagnes. Elle poursuit des recherches en ce sens avec Arts et métiers de nos ancêtres, présentant 70 autres métiers disparus. Ce thème du labeur, doublé d'une dimension de risques et de défis, est également exploré dans les livres Les coureurs de bois; Les Chercheurs d’or; Bûcherons, raftmen et draveurs.
Au début des années 2000, Jeanne Pomerleau publie Gens de métiers et d’aventures, un volume portant sur la vie ardue des travailleurs appelés à se déplacer ou s'exiler, tels que les meneurs de diligence, cueilleurs de tabac, garde-malade du Grand-Nord, piqueurs de gomme, gardiens de phare, etc. Corvées et quêtes, l'essai ethnographique qui suit, collige des manifestations de solidarité propres à un mode de vie traditionnelle,. L'inventaire de corvées décrites naviguent dans le temps entre la Nouvelle-France jusqu’au milieu du XXe siècle et prennent place en majorité au Canada français, mais également chez les anglophones du Québec et les autochtones d'Amérique. En octobre 2003, l'ouvrage obtient une mention d’excellence de la part de la Société des écrivains canadiens (section de Montréal), catégorie «essai».
Les trois volumes Métiers des campagnes abordent les métiers en milieu rural, dans une société québécoise francophone rythmée pas les traditions saisonnières et le culte religieux catholique. Quelques chansons traditionnelles ou poèmes s'ajoutent aux témoignages et aux récits.
Ces ouvrages descriptifs, qui mettent en valeur des savoir-faire traditionnels et des métiers disparus, présentent des bibliographies substantielles, puisque la chercheuse appuie ses recueils sur les témoignages ou des récits consignés,,. Les ouvrages incluent pour la plupart une iconographie diversifiée. Son œuvre sur le thème des métiers artisanaux peut servir de source de documentation pour les animateurs d'activités d'interprétation historique ou pour le milieu scolaire.

#### Dévotion, saints et fêtes
En 2014, Jeanne Pomerleau publie un ouvrage portant sur les fêtes et pratiques populaires liées aux figures saintes catholiques. Le recueil se présente tel un catalogue raisonné composé de 365 entrées d’un ou de plusieurs saints ou saintes de la religion catholique, suivant l'ordre du calendrier. Pour chaque jour, l'auteure relate des faits historiques, présente de l'imagerie populaire, nomme le patron, les invocations et le ou les dictons reliés à la figure sainte. Pour étoffer son corpus d'étude, Jeanne Pomerleau rassemble une collection de dix mille petites images pieuses.

### Livres
- Les Grandes corvées beauceronnes, Montréal, Guérin Littérature, 1987, 312 p. [roman-chronique] (ISBN 276011886X).
- Le Montreur d’ours, Montréal, Éditions du Méridien, 1988, 103 p. [littérature de jeunesse ; nouvelle]  (ISBN 2920417193).
- Métiers ambulants d’autrefois, Montréal, Guérin Littérature, 1990, 467 p.  (ISBN 9782760124172)
- Arts et métiers de nos ancêtres; 1650-1950, Montréal, Guérin Littérature, 1994, 507 p.  (ISBN 2760133958)
- Les coureurs de bois. La traite des fourrures avec les Amérindiens, Sainte-Foy, Éditions J.-C. Dupont, 1994, 144 p.  (ISBN 2980410004)
- Les Chercheurs d’or. Des Canadiens français épris de richesse et d’aventure, Sainte-Foy, Éditions J.-C. Dupont, 1996, 279 p.  (ISBN 2980410020)
- Bûcherons, raftmen et draveurs, Sainte-Foy, Éditions J.-C. Dupont, 1997, 144 p.  (ISBN 2980410047)
- Gens de métiers et d’aventures, Sainte-Foy, les Éditions GID, 2001, 524 p.  (ISBN 292266807X)
- Corvées et quêtes, Un parcours au Canada français, Montréal, Les Éditions Hurtubise HMH, 2002, 430 p.  (ISBN 9782894285909)
- Métiers des campagnes 1. Des métiers pour l’âme, Sainte-Foy, les Éditions GID, 2003, 180 p.  (ISBN 2922668479)
- Métiers des campagnes 2. Des métiers pour le corps, Sainte-Foy, les Éditions GID, 2003, 263 p.  (ISBN 2922668487)
- Métiers des campagnes 3. Des métiers pour le voisinage, Sainte-Foy, les Éditions GID, 2003, 183 p.  (ISBN 2922668495)
- Saints et fêtes du jour au Canada français, Québec, les Éditions GID, 2014, 1011 p.  (ISBN 9782896341955)

### Articles
- « L’Horloge de grand-mère », Le Musée amusant, vol. 2, no 4, Québec, Musée de la civilisation, septembre 1989, p. 12-13.
- « Au temps des colporteurs », Cap-aux-Diamants, no 36, hiver 1994, p. 27-30[10].
- « Sur la trace des cheminots », Cap-aux-Diamants, no 54, été 1998, p. 24-26[11].
- « Les Passeurs de pain », Cap-aux-Diamants, no 78, été 2004, p. 15-19[12].

- « La Guignolée », Cap-aux-Diamants, no 80, hiver 2005, p. 10-12[13].
- « Robert-Lionel Séguin, ethnohistorien, collectionneur passionné », Rabaska, Volume 19, p. 75-91, 2021[14].